# NCT 2018 Empathy
NCT 2018 Empathy – pierwszy album studyjny południowokoreańskiej grupy NCT, wydany 14 marca 2018 roku przez wytwórnię SM Entertainment. Płytę promowały  cztery single „Boss”, „Baby Don't Stop”, „Go” i „Touch”.

## Lista utworów
| CD  | CD                                                                              | CD | CD | CD                                                               | CD      |
| Nr  | Tytuł utworu                                                                    | Tekst | Kompozycja | Aranżacja                                                        | Długość |
| --- | ------------------------------------------------------------------------------- | --- | --- | ---------------------------------------------------------------- | ------- |
| 1.  | „Intro: Neo Got My Back” (wyk. NCT U)                                           | Tommy $trate | Dakshood, Tommy $trate                                                                                        | Dakshood, Rosangyoon                                             | 1:57    |
| 2.  | „Boss” (NCT U) (wyk. Taeyong, Doyoung, Jaehyun, Winwin, Jungwoo, Lucas, i Mark) | Wutan, Yoo Young-jin, Taeyong, Mark | Mike Daley, Mitchell Owens, Tiffany Fred, Patrick J. Que Smith, Yoo Young-jin                                 | Yoo Young-jin, Mike Daley                                        | 3:30    |
| 3.  | „Baby Don't Stop” (NCT U) (wyk. Taeyong i Ten)                                  | Danke (lalala Studio), Juno (Joombas), Taeyong | Matt Schwartz, Paul Harris, Little Nikki, Yoo Young-jin, Ryan S. Jhun                                         | Matt Schwartz, Paul Harris, Yoo Young-jin, Ryan S. Jhun          | 3:03    |
| 4.  | „Go” (NCT Dream)                                                                | Hwang Yoo-bin, Ji Ye-won (Joombas), Mark | The Stereotypes, Tiffany Fred, Sophiya Pae (Feeline Music), Distract (Feeline Music), Yoo Young-jin           | The Stereotypes                                                  | 3:27    |
| 5.  | „Touch” (NCT 127)                                                               | Jo Yoon-kyung, Kim Min-ji, Shin Jin-hye | LDN Noise, Deez, Adrian McKinnon                                                                              | LDN Noise, Deez                                                  | 3:09    |
| 6.  | „Yestoday” (NCT U) (wyk. Taeyong, Doyoung, Lucas, i Mark)                       | Jung Joo-hee, Taeyong, Mark, Steven Lee, Cho Jin-joo | Hyuk Shin (Joombas), RE:ONE (Joombas), Delly Boi (Joombas), Jarah Lafayette Gibson, Steven Lee                | Beat&Keys (Joombas)                                              | 3:16    |
| 7.  | „Black on Black” (NCT 2018) (wyk. Taeyong, Lucas, Yuta, Jeno i Mark))           | MINOS, Taeyong, Mark, Deez | Afshin Salmani (Nonfiction), Josh Cumbee (Nonfiction)                                                         | Nonfiction, Deez                                                 | 3:17    |
| 8.  | „Timeless” (NCT U) (wyk. Taeil, Doyoung i Jaehyun)                              | Jeon Gan-di | Andrew Choi, Joseph "220" Park (Iconic Sounds)                                                                | Kim Yong-shin (Iconic Sounds), Joseph "220" Park (Iconic Sounds) | 4:10    |
| 9.  | „The 7th Sense” (NCT U) (wyk. Taeyong, Mark, Jaehyun, Doyoung i Ten)            | Jeon Ji-eun (January 8th (lalala Studio)), Hwang Seon-jeong (January 8th (lalala Studio)), Kim Jeong-mi (January 8th (lalala Studio)), Kim Dong-hyun, Cho Jin-joo, Taeyong, Mark | Timothy "BOS" Bullock, Jeremy "Tay" Jasper, Adrian McKinnon, Sara Forsberg, Michael Jiminez, Leven Kali, MZMC | Jeremy "Tay" Jasper, Timothy "BOS" Bullock                       | 3:34    |
| 10. | „Without You” (NCT U) (wyk. Taeil, Doyoung i Jaehyun)                           | Yoo Young-jin | Matt Schwartz, Ki Fitzgerald, John Reid, Yoo Young-jin                                                        | Yoo Young-jin                                                    | 3:25    |
| 11. | „Without You” (Chinese version) (NCT U) (wyk. Kun, Taeil, Doyoung i Jaehyun)    | Lin Xinye | Matt Schwartz, Ki Fitzgerald, John Reid, Yoo Young-jin                                                        | Yoo Young-jin                                                    | 3:25    |
| 12. | „Dream in a Dream” (wyk. Ten)                                                   | Stephen Carl | Stephen Carl, Dillon Pace, Brian Lee                                                                          | Dillon Pace                                                      | 3:35    |
| 13. | „Outro: Vision”                                                                 | Yoo Young-jin | Yoo Young-jin                                                                                                 | Yoo Young-jin                                                    | 0:57    |
| 14. | „Yestoday” (Extended version) (NCT U) (Bonus Track)                             | Jung Joo-hee, Taeyong, Mark, Steven Lee, Cho Jin-joo | Hyuk Shin (Joombas), RE:ONE (Joombas), Delly Boi (Joombas), Jarah Lafayette Gibson, Steven Lee                | Beat&Keys (Joombas)                                              | 3:47    |

## Notowania
| Lista                                 | Pozycja |
| ------------------------------------- | ------- |
| South Korean Albums (Circle)          | 2       |
| Dutch Albums (MegaCharts)             | 190     |
| Japanese Albums (Oricon)              | 10      |
| Japanese Hot Albums (Billboard Japan) | 16      |
| US Top Heatseekers (Billboard)        | 9       |
| US Independent Albums (Billboard)     | 29      |
| US World Albums (Billboard)           | 5       |

## Sprzedaż
| Kraj             | Sprzedaż |
| ---------------- | -------- |
| Korea Południowa | 635 210  |